# Deathloop
Deathloop is een action-adventurespel dat is ontwikkeld door Arkane Studios. Het spel is uitgegeven op 14 september 2021 door Bethesda Softworks voor Windows en PlayStation 5.

## Gameplay
De speler speelt als Colt, een huurmoordenaar die vastzit in een tijdlus, en wakker wordt op een strand op het eiland Blackreef. De speler moet een combinatie van stealth, parkour, aanval, gadgets en kracht gebruiken om verder in de speelwereld te komen. Ook moet men de gedragspatronen van vijanden zien te leren, zodat de speler deze in een bepaalde volgorde moet zien te elimineren.
De speler kan twee keer opnieuw respawnen na dood te zijn gegaan in het spel. Een derde keer zal de loop opnieuw starten.

## Personages
- Colt Vahn, voormalig hoofd beveiliging van het AEON-programma, zoekt een uitgang buiten de loop om zo te ontsnappen van Blackreef.
- Julianna Blake, nieuwe hoofd beveiliging van AEON.
- Egor Serling, grondlegger van het AEON-programma.
- Dr. Wenjie Evans, wetenschapper en uitvinder van de loopmachine.
- Harriet Morse, leider van de Cult of Eternalists.
- Ramblin' Frank Spicer, voormalig maffialid en presentator van Blackreefs radioshow.
- Charlie Montague, briljante maar sadistische spelontwerper.
- Fia Zborowsk, experimentele kunstenaar en liefhebber van explosieven.
- Aleksis "The Wolf" Dorsey, biedt financiële ondersteuning aan het AEON-programma.

## Ontvangst
| Recensiescore             | Recensiescore |
| Recensieverzamelaar       | Score         |
| ------------------------- | ------------- |
| Metacritic                | 87%           |
| Publicist                 | Score         |
| Destructoid               | 9             |
| Electronic Gaming Monthly | 5/5           |
| Game Informer             | 9             |
| GameSpot                  | 10            |
| IGN                       | 10            |

Het spel ontving positieve recensies. Men prees de meeslepende gameplay en het grafische uiterlijk. Enige kritiek was er op de invasietechniek van de tweede speler.
Op Metacritic, een recensieverzamelaar, heeft het spel een score van 87%.